# Années 1970 av. J.-C.
Les années 1970 av. J.-C. couvrent les années de 1979 av. J.-C. à 1970 av. J.-C.

## Évènements

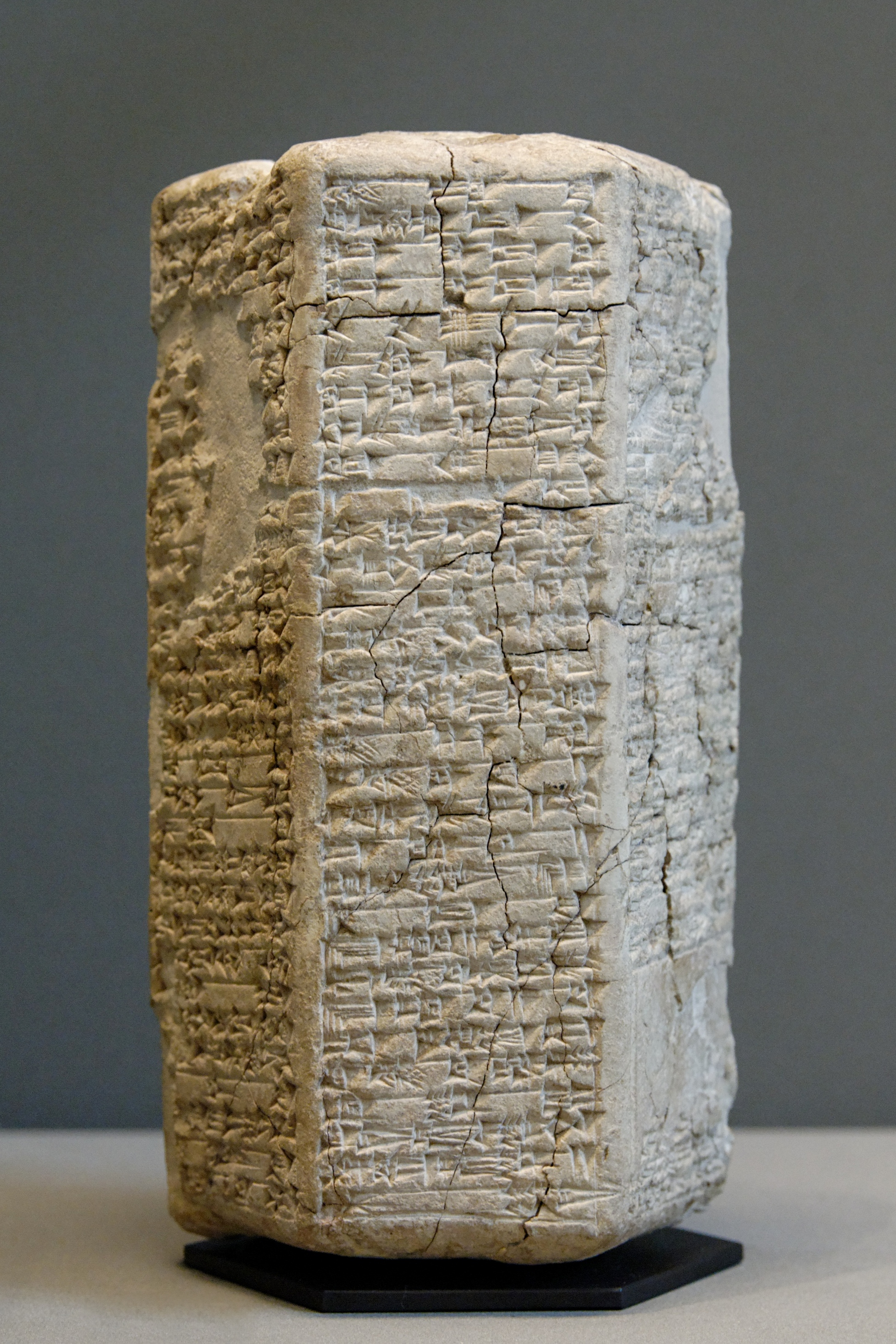
Hymne à Iddin-Dagan, vers -1950, Musée du Louvre

- Vers 1980 av. J.-C.[1] : règne de Bilalama, roi d’Eshnunna[2].
- 1977 av. J.-C.[1] : fin du règne du roi Emisum de Larsa[3].
- 1976 av. J.-C.[1] : début du règne de Samium, roi de Larsa (fin en 1942 av. J.-C.)[3].
- 1975 av. J.-C. : poème de Nonnos de Panopolis consacré à la geste de Dionysos qui relate, notamment, comment le dieu donne le vin aux hommes*[4].
- 1974 av. J.-C.[1] : début du règne d’Iddin-Dagan, roi d’Isin (fin en 1954 av. J.-C.)[3]. Il occupe Dêr, au pied du Zagros[5].
- 1973 av. J.-C. : apparition de Melchisédech à Salem, en Palestine[6].
- 1971 av. J.-C. : début du règne du pharaon Sésostris Ier[7].